# Federazione cestistica di Hong Kong
La Federazione cestistica di Hong Kong è l'ente che controlla e organizza la pallacanestro in Hong Kong.
La federazione controlla inoltre la nazionale di pallacanestro di Hong Kong e ha sede a Hong Kong.
È affiliata alla FIBA dal 1957 e organizza il campionato di pallacanestro di Hong Kong.